# Žukovskij (film)
Žukovskij (Жуковский) è un film del 1950 diretto da Vsevolod Illarionovič Pudovkin e Dmitrij Vasil'ev.